# 出羽海部屋

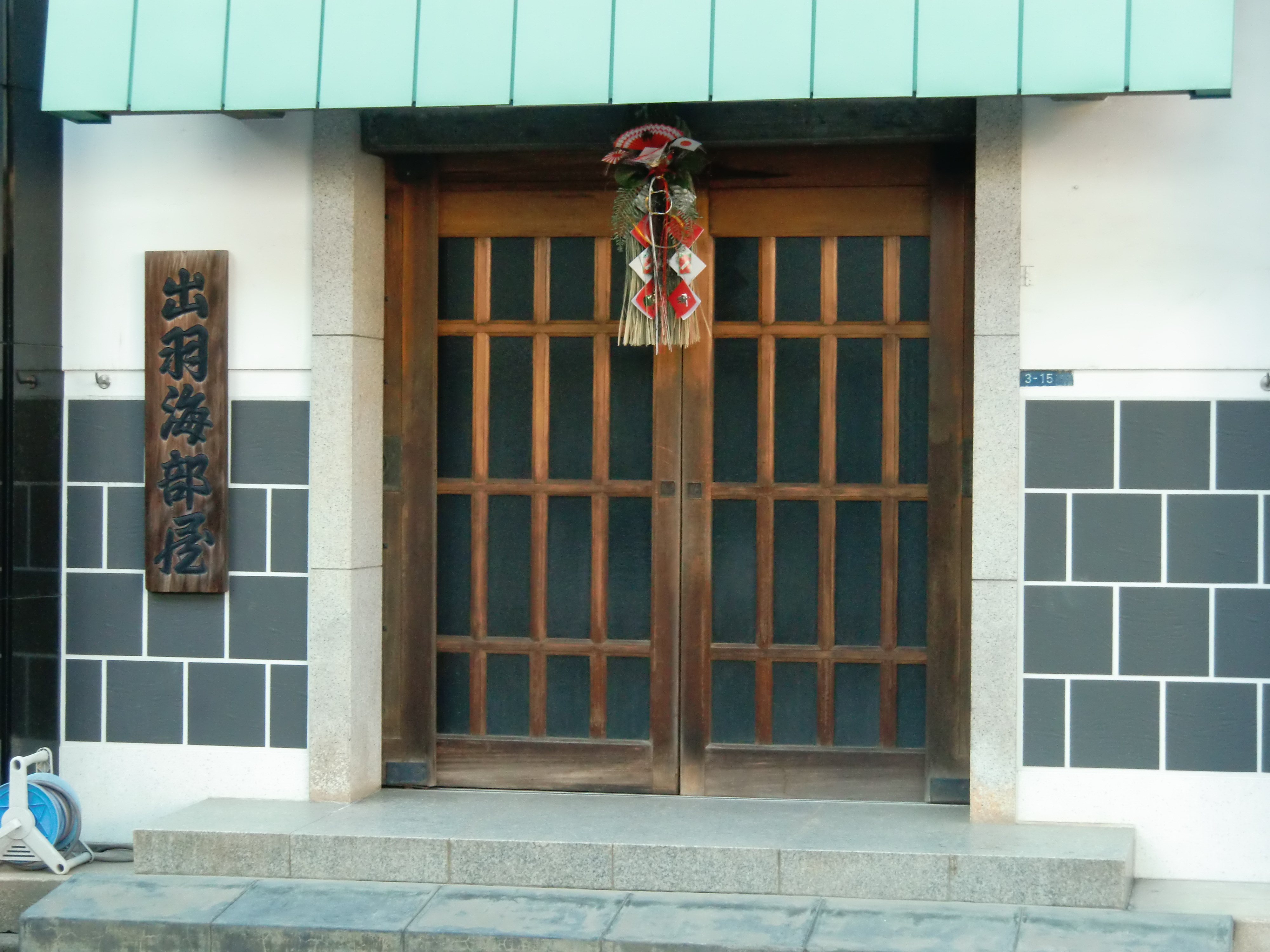
出羽海部屋

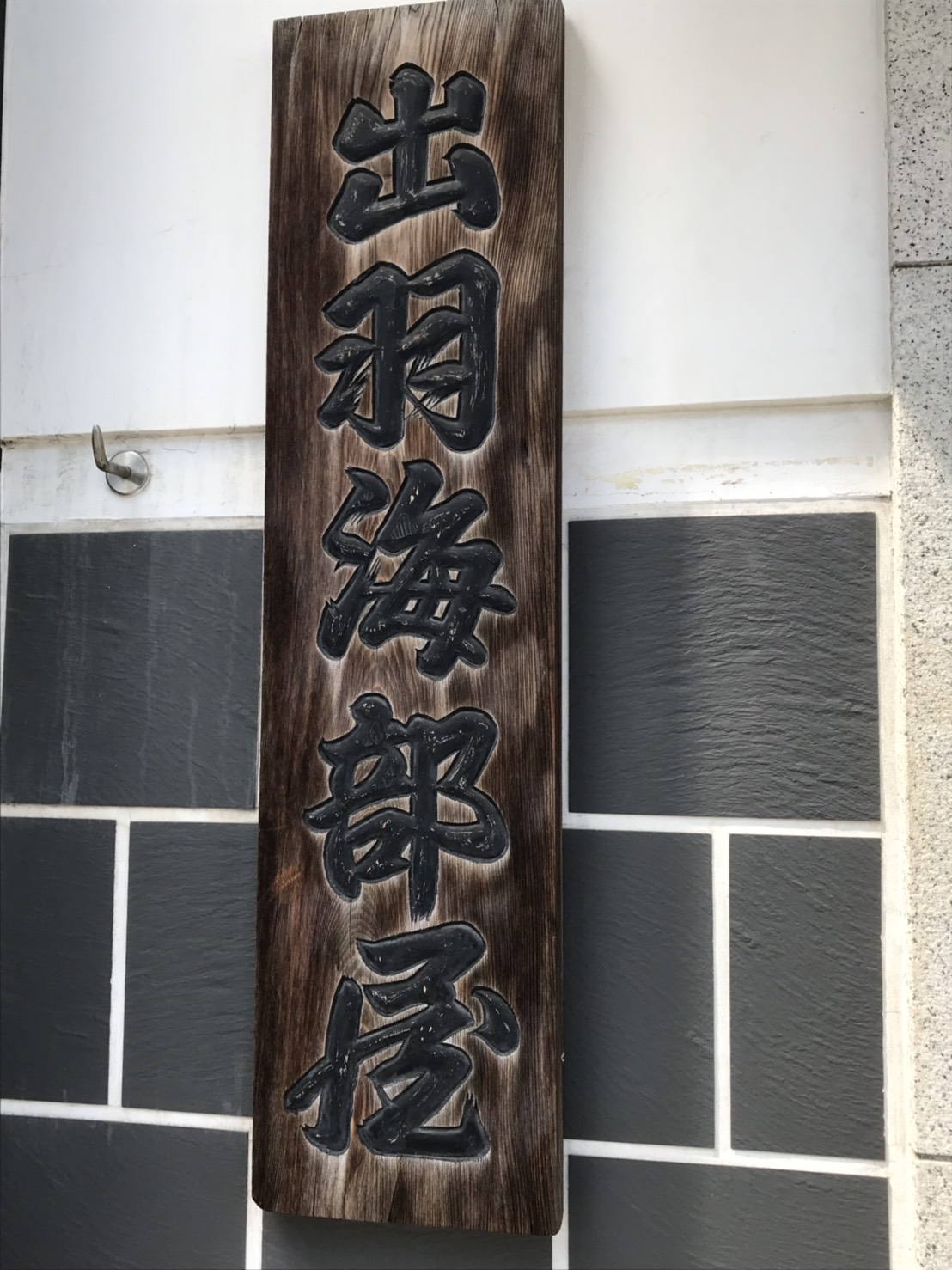
出羽海部屋の看板

出羽海部屋（でわのうみべや）は、日本相撲協会所属の相撲部屋。現存する部屋では最多の9人の横綱を育てたほか、3人が協会理事長を務めるなど相撲界随一の名門とされている。13の相撲部屋からなる出羽海一門の本家。

## 歴史

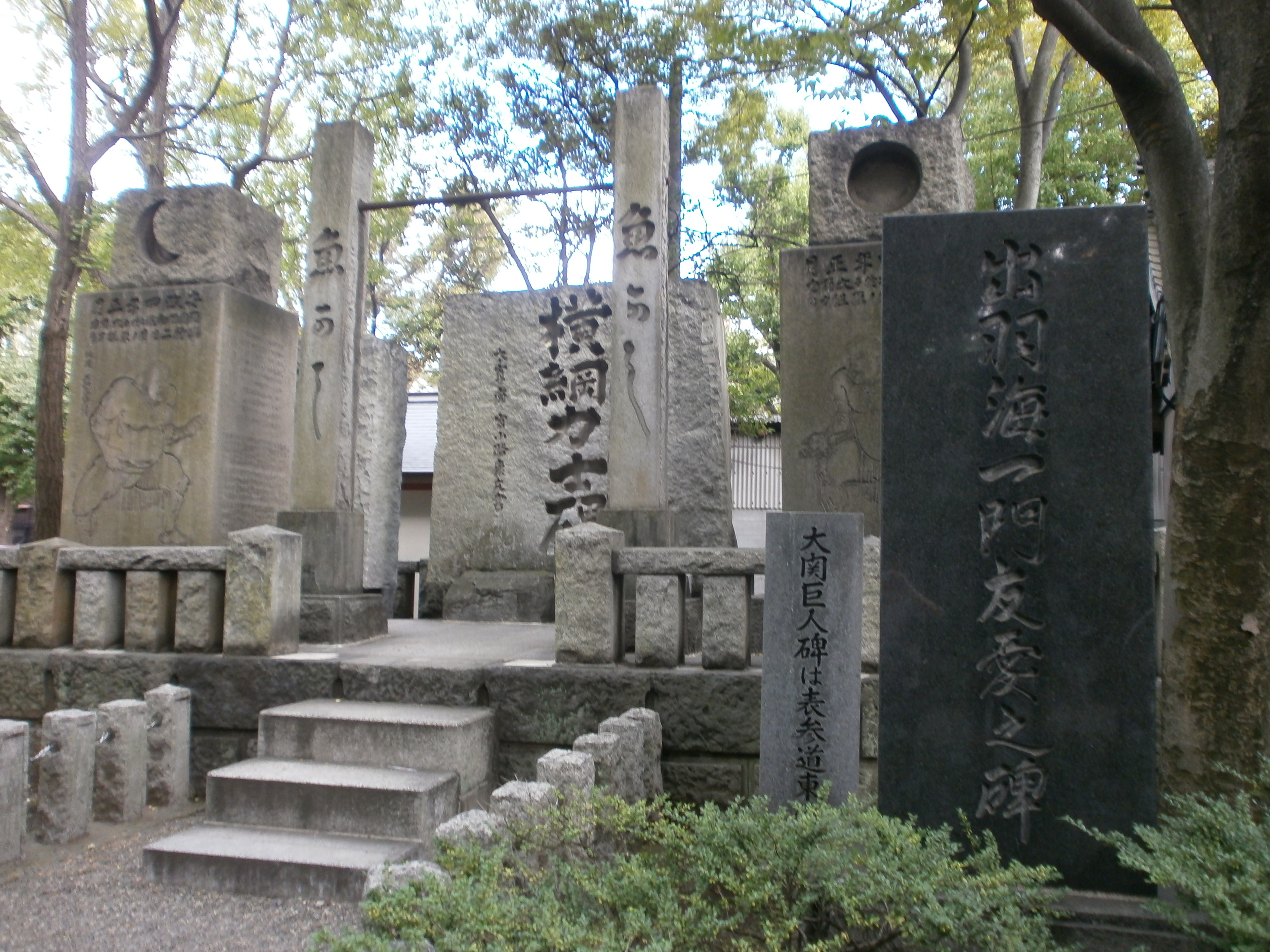
保守本流を象徴する富岡八幡宮の出羽海一門友愛碑

初代出羽ノ海は寛政の前頭筆頭・出羽海運右エ門である。出羽ノ海部屋を設立し、大関・市野上浅右エ門らを育てた。1808年（文化5年）に鹿間津滝右エ門が2代出羽ノ海を襲名したが部屋は閉鎖された。
1862年（文久2年）に桂川立吉が3代出羽ノ海を襲名し、部屋を再興した。このため出羽海部屋は3代を部屋の創設者と位置付けている。続く4代出羽ノ海（元幕内・常陸山虎吉）は横綱・常陸山らを育て上げ、5代出羽ノ海（元横綱・常陸山）の時代を迎えると出羽ノ海部屋は栄華を極めた。
5代は大錦・栃木山・常ノ花の3横綱に對馬洋・九州山・大ノ里・常陸岩の4大関などといった数多くの関取を育て上げた。1917年（大正6年）1月場所から1921年（大正10年）5月場所にかけては部屋所属の力士が10場所連続して優勝を果たし（栃木山5回・大錦4回・常ノ花1回）、この記録は現在でも破られていない。
1922年に5代が逝去、弟子の両國が6代を襲名した。この際年寄名跡の表記から「ノ」を取り除いて現代まで続く「出羽海」とした。6代の時代も部屋の隆盛は続き、1931年（昭和6年）1月場所および3月場所では番付の西方の20人全てを出羽海部屋の幕内力士で占めるほどだった。
その後、7代出羽海（元横綱・常ノ花）、8代出羽海（元幕内・出羽ノ花）と部屋が継承される間にも数多くの横綱・大関を輩出した。1900年（明治33年）1月場所において常陸山が関脇に昇進してから、1959年（昭和34年）1月場所において横綱・千代の山が引退するまでの60年間・138場所にわたって三役力士在位の記録をつくる。戦時下では部屋が空襲で焼け落ちたが、ほかの部屋のように疎開は行わず、焼け残った一門の春日野部屋を間借りして活動をつづけた。
1968年3月場所中に横綱・佐田の山が現役引退を表明すると8代は部屋を譲り、佐田の山が9代出羽海を襲名。先代からの弟子である横綱・三重ノ海のほか、関脇・出羽の花や小結・大錦など数多くの関取を育て上げた。
1996年（平成8年）2月に9代は日本相撲協会の役職に専念することを理由として部屋の師匠の座を辞し、部屋付き親方の11代境川（元関脇・鷲羽山）と名跡交換を行い、11代境川は10代出羽海を襲名して部屋を継承し、9代出羽海は12代境川を襲名して部屋付き親方となった。1999年7月場所には部屋所属力士の幕内連続在位が101年で止まる。その後鳥羽の山や普天王といった幕内力士を輩出したが、それ以降は関取に恵まれず低迷が続き、2010年5月場所に普天王が負け越して十両から幕下へ陥落したため、それにより1898年（明治31年）5月場所において常陸山が十両へ昇進して以来、112年ぶりに関取が部屋から途絶えてしまう。
2014年4月に10代が定年退職を迎えることに伴い、部屋付き親方の14代高崎（元幕内・小城乃花）が同年2月1日付で年寄名跡を交換して11代出羽海を襲名して部屋を継承、10代は15代高崎を襲名して部屋付き親方となった。同年11月場所において出羽疾風が新十両へ昇進し、11代が部屋を継承してからは初となる関取が誕生している。
2018年（平成30年）7月場所では関脇御嶽海が1980年1月場所の三重ノ海以来38年ぶり、平成時代初となる幕内最高優勝を果たした。御嶽海は2019年（令和元年）9月場所でも幕内最高優勝を果たし、現行の優勝制度発足以降、明治、大正、昭和、平成、令和の各元号で優勝力士を輩出した唯一の部屋となった。
長年にわたり部屋には「分家独立を許さず」という不文律があり、1919年に当時まだ現役力士であった横綱・栃木山が5代からの許可を受けて春日野部屋を創設したのを例外として、それ以外は部屋生え抜き・預かり弟子に関わらず一門内での独立を一切認めていなかったが、1981年に14代武蔵川（元横綱・三重ノ海）が武蔵川部屋（現在は藤島部屋に改称）を創設して以降、中立部屋（現在は境川部屋に改称）と田子ノ浦部屋（旧・田子ノ浦部屋）が独立している。また、歴代の出羽海は日本相撲協会の要職を担い、5代・6代は筆頭取締を、7代・8代・9代は理事長を務めている。また、10代・11代も理事を務めた。
長い歴史のある部屋ではあるが道場訓は存在しない。
1966年8月の土俵開きと、現存する相撲部屋の中では最も築年数が古い。関取衆の部屋が3階、若い衆の部屋が4階にあり、9m四方の稽古場を初めとして総じて造りが大きい。他の部屋では上がり座敷でちゃんこを食べるが、出羽海部屋ではちゃんこ場の横に食べるスペースがある。

## エピソード
- 最盛期の1930年代には、所属力士は200人近くいた。連日新弟子が入門し、一方で脱走して廃業する弟子も少なくなかったため、正確な人数は誰も把握できていなかったという[2]。力士があまりにも多かったため一人当たりの稽古時間を十分に確保できず、番付下位の力士の時間がどんどん繰り上がっていった。最盛期には序ノ口・番付外の力士による「一番相撲」は午前2時過ぎで、ほかの部屋よりも3時間早かった[3]。一方で朝稽古の後の髪結いは床山の順番待ちで、全員結い終わるのは夕方近くになった[4]。
- すき焼き店・牛銀本店（三重県松阪市）の2代目店主が部屋所属の力士であった縁で、神宮奉納大相撲で三重県入りする際には部屋の力士が牛銀本店を訪問する[5]。
- 2022年7月場所7日目（16日）、部屋所属の協会員が新型コロナウイルスに感染していたことが判明したと日本相撲協会が発表した。このため角番となっていた大関・御嶽海を含む所属力士全員と一部関係者が途中休場となった。当初、師匠の11代出羽海と呼出は別宿であったため、この時点では休場しなかった[6]が、その後翌17日に出羽海が発熱し、検査の結果感染が確認されたため休場となった[7]。関取衆の新型コロナ感染関連での途中休場は初のケースで、その後、御嶽海も新型コロナ感染が判明している。なお、出羽海部屋勢の9月場所の番付の取り扱いについては、場所後の番組編成会議で検討されることとなったが、御嶽海は来場所も大関の地位に留まる見込みとなっている[8]。

## 所在地
- 東京都墨田区両国2-3-15
- JR総武線両国駅徒歩7分

## 師匠
- 出羽ノ海
  - 初代：出羽海運右エ門（元前頭・山形）
  - 2代：鹿間津滝右エ門（元幕下・山形）
  - 3代：桂川立吉（元幕下・茨城）
  - 4代：常陸山虎吉（元前頭・茨城）
  - 5代：常陸山谷右エ門（元横綱・茨城）
- 出羽海
  - 6代：出羽海梶之助（でわのうみ かじのすけ、元小結・両國、長崎）
  - 7代：出羽海秀光（でわのうみ ひでみつ、横綱・常ノ花、岡山）
  - 8代：出羽海喜偉（でわのうみ よしひで、前1・出羽ノ花、石川）
  - 9代：出羽海智敬（でわのうみ ともたか、横綱・佐田の山）
  - 10代：出羽海義和（でわのうみ よしかず、関脇・鷲羽山、岡山）
  - 11代：出羽海昭和（でわのうみ あきかず、前2・小城ノ花、千葉）

## 部屋付き親方
- 中立康照（なかだち やすてる、小結・小城錦、千葉）
- 高崎龍水（たかさき りゅうすい、前6・金開山、長崎）

## 世話人
- 海龍元生（かいりゅう げんき、幕下2・海龍、和歌山）

## 力士

### 現役の関取経験力士
- 御嶽海久司（大関・長野）11代弟子

### 横綱
- 常陸山谷右エ門（19代横綱・茨城）4代弟子
- 大錦卯一郎（26代横綱・大阪）4代、5代弟子
- 栃木山守也（27代横綱・栃木）4代、5代、6代弟子
- 常ノ花寛市（31代横綱・岡山）4代、5代弟子
- 武藏山武（33代横綱・神奈川）6代弟子
- 安藝ノ海節男（37代横綱・広島）6代弟子
- 千代の山雅信（41代横綱・北海道）6代、7代弟子
- 佐田の山晋松（50代横綱・長崎）7代、8代弟子[9]
- 三重ノ海剛司（57代横綱・三重）8代、9代弟子[9]

### 大関
- 市野上浅右エ門（山形）初代弟子
- 大ノ里萬助（青森）4代、5代、6代弟子
- 對馬洋弥吉（長崎）4代、5代弟子
- 常陸岩英太郎（東京）5代弟子
- 五ツ嶌名良男（長崎）6代弟子
- 汐ノ海運右エ門（兵庫）6代、7代弟子
- 常陸岩英太郎（東京）6代弟子
- 増位山大志郎（兵庫）6代、7代弟子
- 北の富士勝昭（北海道）7代、8代弟子（九重部屋に移籍後、52代横綱に昇進）

### 関脇
- 相生枩五郎（和歌山）4代弟子（大阪相撲・朝日山部屋より）
- 小常陸由太郎（東京）4代、5代弟子
- 出羽ヶ嶽文治郎（山形）5代、6代弟子
- 天竜三郎（静岡）5代弟子
- 福栁伊三郎（福岡）4代、5代弟子
- 綾川五郎次（青森）6代弟子[10]
- 綾曻竹藏（宮城）6代弟子（千賀ノ浦部屋より）
- 大門岩嘉右エ門（福岡）6代弟子（山分部屋より）
- 小城ノ花正昭（佐賀）7代、8代弟子
- 海乃山勇（茨城）8代、9代弟子[11]
- 笠置山勝一（奈良）6代弟子
- 新海幸藏（秋田）6代弟子[10]
- 大邱山高祥（岡山）6代弟子
- 出羽錦忠雄（東京）6代、7代、8代弟子
- 出羽の花義貴（青森）9代弟子
- 出羽湊利吉（秋田）6代、7代弟子
- 天竜三郎（静岡）6代弟子
- 豊嶌雅男（大阪）6代弟子
- 羽嶋山昌乃武（岐阜）6代、7代弟子
- 肥州山栄（長崎）6代弟子
- 福の花孝一（熊本）7代、8代、9代弟子
- 福栁伊三郎（福岡）6代弟子
- 両國梶之助（秋田）6代弟子[10]
- 両國梶之助（長崎）6代弟子
- 鷲羽山佳和（岡山）8代、9代弟子

### 小結
- 近江冨士初太郎（滋賀）4代、5代弟子（大阪相撲・枝川部屋より）
- 四海波太郎（兵庫）4代、5代弟子[12]
- 大ノ川甚太郎（石川）5代弟子（君ヶ浜部屋より）
- 五ツ海義男（長崎）6代、7代弟子
- 大起男右エ門（福岡）6代、7代弟子
- 大錦一徹（新潟）9代弟子
- 大晃定行（北海道）6代、7代、8代弟子
- 小城錦康年（千葉）9代、10代弟子
- 金乃花武夫（神奈川）7代、8代弟子
- 九州山義雄（福岡）6代弟子
- 櫻錦利一（青森）6代、7代弟子
- 佐田の海鴻嗣（大阪）9代弟子
- 光風貞太郎（秋田）5代、6代弟子（待乳山部屋より）
- 普天王水（熊本）10代弟子
- 舞の海秀平（青森）9代、10代弟子
- 両国梶之助（長崎）4代弟子（大阪相撲・不知火部屋より）
- 両国梶之助（長崎）9代弟子
- 和歌嶌三郎（和歌山）6代弟子[10]

### 前頭
- 朝緑冨五郎（前13・山形）4代、5代弟子
- 綾若真生（前5・青森）6代弟子
- 碇潟夘三郎（前1・大阪）4代弟子
- 一湊政五郎（前4・秋田）4代、5代弟子
- 一渡明（前18・千葉）6代弟子
- 五ッ洋義一（前9・長崎）6代、7代弟子
- 稲ノ森勉（前14・熊本）5代、6代弟子
- 伊吹山末吉（前11・滋賀）5代、6代弟子
- 宇都宮新八郎（前2・栃木）4代、5代弟子
- 大島佐太郎（前11・大阪）6代弟子[12]
- 大湊徳松（前3・和歌山）4代弟子[12]
- 小城ノ花昭和（前2・千葉）9代、10代弟子
- 男嶌舟藏（前12・秋田）4代、5代、6代弟子（秀ノ山部屋より）
- 鬼風一男（幕内格・兵庫）6代弟子[13]
- 御西山政夫（前6・茨城）4代、5代、6代弟子
- 北の花勝利（前6・北海道）7代、8代、9代弟子
- 金開山龍（前6・長崎）9代、10代弟子
- 久島海啓太（前1・和歌山）9代、10代弟子
- 駒錦信樹（前13・大阪）6代弟子（大阪相撲・千田川部屋より）
- 佐賀ノ海初太郎（前6・福岡）4代、5代弟子[13]
- 四海波好一郎（前10・北海道）6代弟子
- 信夫山秀之助（前2・福島）5代、6代弟子
- 釋迦ヶ嶽庄太郎（前3・山形）4代、5代弟子（山科部屋より）
- 駿河海光夫（前14・静岡）6代弟子
- 外ヶ濱弥太郎（前1・青森）6代弟子[10]
- 高ノ花武也（前8・新潟）5代、6代弟子
- 高ノ山三郎（前6・和歌山）4代、5代、6代弟子
- 武ノ里武三（前14・青森）6代弟子
- 伊達ノ花静（前15・宮城）6代弟子
- 達ノ矢源之助（前2・山形）5代弟子（芝田山部屋より）
- 玉碇佐太郎（前1・和歌山）5代、6代弟子
- 銚子灘傳右エ門（前14・千葉）6代弟子（新興力士団より）
- 常錦利豪（前1・福島）7代、8代弟子
- 常ノ山勝正（前2・岡山）6代、7代弟子
- 常の山勝正（前12・鹿児島）9代弟子
- 出羽嵐大輔（前14・長崎）9代、10代弟子
- 出羽ノ花國市（前1・石川）6代弟子[9]
- 出羽ノ花好秀（前13・青森）6代、7代弟子
- 出羽湊秀一（前1・青森）6代、7代弟子
- 常盤野藤兵衛（前8・長崎）6代弟子
- 十三錦市松（前7・三重）6代弟子
- 友ノ浦喬次（前7・岡山）4代、5代、6代弟子
- 豊錦喜一郎（前20・福岡）6代弟子
- 鳥羽の山喜充（前13・東京）9代、10代、11代弟子
- 那智ノ山公晴（前19・和歌山）6代、7代弟子
- 日本海忠藏（前16・秋田）5代弟子（立田川部屋より）
- 常陸嶌朝次郎（前5・大阪）5代、6代弟子
- 常陸嶽理市（前2・広島）5代、6代弟子
- 秀湊忠司（前17・徳島）6代、7代弟子
- 平ノ戸千代蔵（前17・長崎）6代、7代弟子
- 福田山幸雄（前4・長崎）7代、8代弟子
- 藤ノ里栄藏（前5・青森）5代、6代弟子
- 防長山源治（前11・山口）6代弟子
- 松ノ里直市（前3・青森）6代弟子
- 宮城海清人（前15・宮城）6代、7代弟子
- 陸奥ノ里敏男（前6・青森）6代弟子
- 八方山主計（前1・熊本）6代、7代弟子
- 野州山孝市（前10・栃木）4代弟子（尾上部屋より）
- 倭岩英太郎（前13・福岡）6代弟子
- 大和錦幸男（前8・奈良）6代弟子
- 槍ヶ嶽峯五郎（前9・長野）5代、6代弟子（熊ヶ谷部屋より）
- 吉井山朋一郎（前11・福岡）6代、7代弟子
- 吉野岩留吉（前5・徳島）6代弟子
- 吉の谷彰俊（前4・長崎）8代、9代弟子
- 義ノ花成典（前1・東京）7代、8代、9代弟子
- 龍王山光（前2・福岡）6代弟子
- 龍興山一人（前5・大阪）9代弟子
- 若常陸恒吉（前1・島根）4代、5代、6代弟子

### 十両
- 明石海秀昭（十11・兵庫）7代、8代弟子
- 昭光徳昭（十3・熊本）7代、8代弟子
- 伊勢錦清（十9・三重）6代弟子
- 五ツ潟吉衛（十19・長崎）7代弟子
- 羽後響助枩（十1・秋田）5代、6代弟子
- 雲仙嶽光徳（十3・長崎）6代弟子
- 恵比寿洋直三郎（十9・富山）4代、5代弟子
- 九州海清（十8・福岡）6代、7代弟子
- 山陽山淺一（十3・岡山）6代弟子
- 常陽山正治（十1・新潟）6代弟子
- 白浪福二郎（十12・東京）6代弟子
- 神竜定夫（十15・兵庫）6代弟子
- 瀬戸錦年光（十9・広島）6代、7代弟子
- 相武山信男（十2・神奈川）6代弟子
- 代官山康弘（十11・愛知）6代、7代、8代弟子
- 伊達錦一成（十16・東京）7代、8代弟子
- 智異ノ山正一郎（十3・韓国）6代弟子
- 常の松寛（十13・福岡）6代、7代、8代弟子
- 常の山日出男（十12・岡山）8代、9代弟子
- 津峯山政雄（十4・徳島）6代弟子
- 出羽鳳太一（十10・大阪）10代、11代弟子
- 出羽平真一（十4・東京）10代弟子
- 出羽の邦真光（十3・埼玉）9代弟子
- 出羽の郷秀之（十14・埼玉）9代、10代、11代弟子
- 出羽の洲聖（十7、東京）9代弟子
- 出羽乃富士智章（十9・長崎）9代、10代弟子
- 出羽疾風龍二（十9・愛知）10代、11代弟子
- 栃木野竹三郎（十7・栃木）6代、7代弟子
- 幡龍洋賢三（十17・青森）7代、8代弟子
- 秀ノ花宗市（十6・石川）7代弟子
- 福井山常志（十5・福井）6代、7代弟子
- 福龍岳茂生（十12・福岡）9代弟子
- 三笠山護（十13・北海道）7代弟子
- 陸奥ノ洋光司（十14・青森）6代弟子
- 山錦喜章（十10・静岡）9代弟子
- 雷門辰男（十3・東京）6代弟子
- 龍門孝幸（十1・埼玉）9代弟子
- 和歌ノ海忠次郎（十6・和歌山）6代弟子

## 行司
- 22代木村庄之助
- 28代木村庄之助（山形）
- 30代木村庄之助（佐賀）
- 32代木村庄之助（北海道）
- 木村千鷲 (2022年現在 十両格行司)